# Carbatine

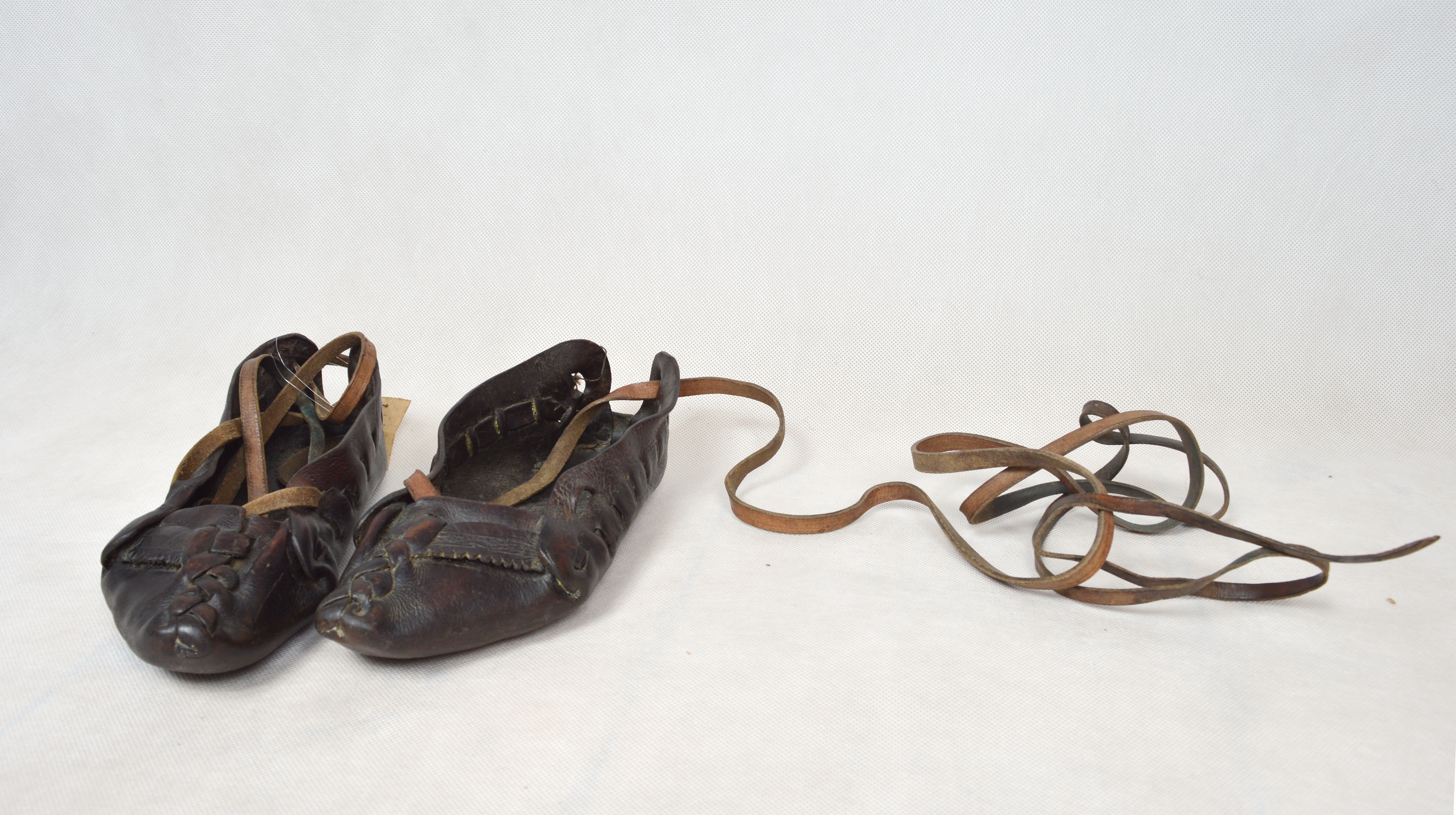
Paire de carbatines, début du XIX^{e} siècle

La carbatine (karbatínē|καρβατίνη en grec ancien, carbatina en latin) est une chaussure unisexe courante dans la vie civile dès avant l'Antiquité grecque et jusqu'après le Moyen Âge. 
La carbatine est faite d'une seule pièce de cuir qui enveloppe le pied et se referme sur lui par des lacets en cuir.

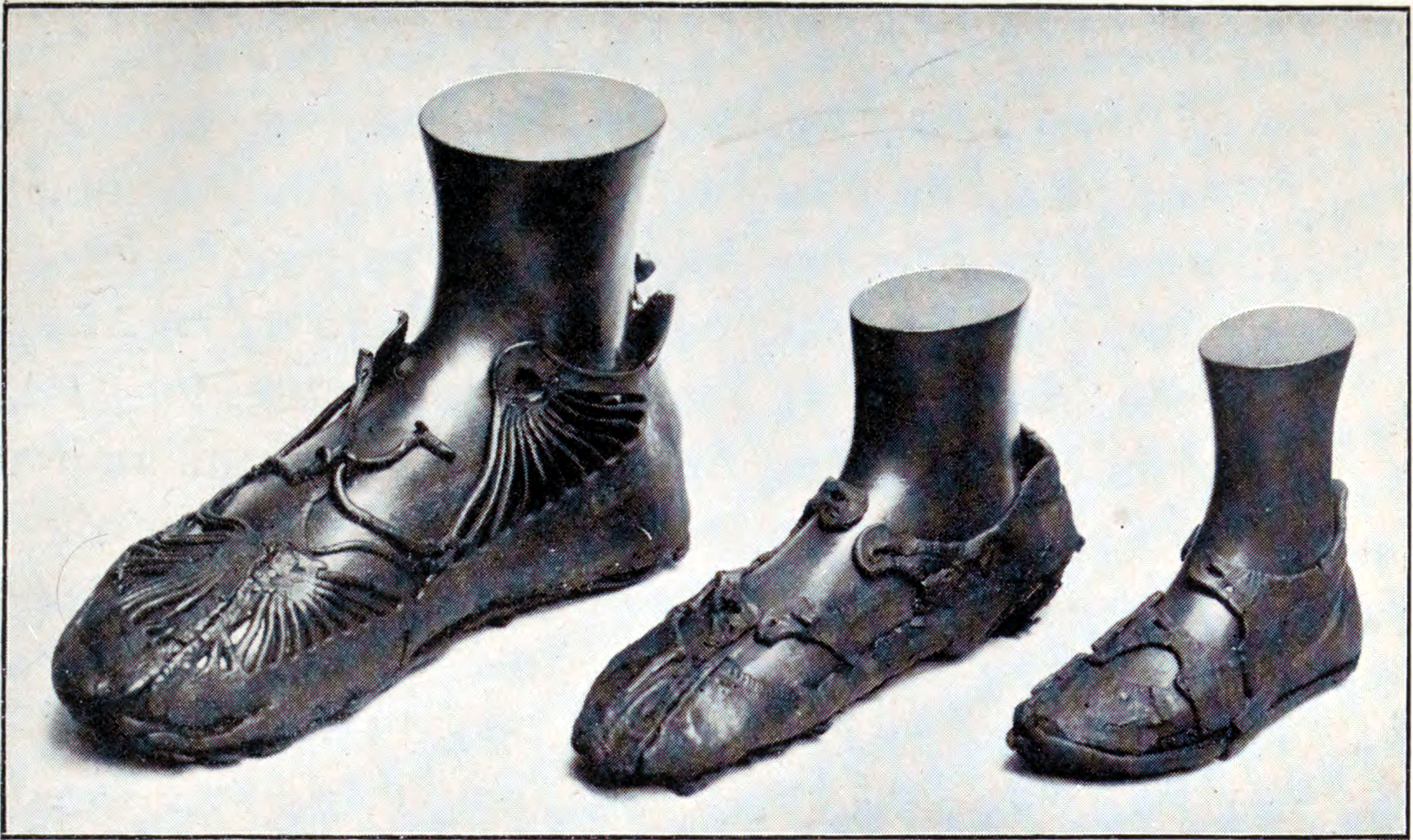
Carbatines romaines d'homme, femme et enfant

Dans la Rome antique, la carbatina était une chaussure très simple, faite pour ceux qui ne pouvaient pas se permettre un calcei (demi-bottine montante) ou une chaussure fermée de qualité et d'élaboration supérieures. 
Les carbatines semblent avoir été très populaires, si l'on en juge par les découvertes faites sur les différents sites ; 116 exemplaires ont par exemple été trouvés à Saalburg. 